# Waking up the Neighbours
Waking up the Neighbours, som är engelska och betyder "väck grannarna", utkom den 24 september 1991 och är ett musikalbum av den kanadensiske rocksångaren Bryan Adams. Låtarna är skrivna av Bryan Adams och Robert Lange.

## Låtlista
1. "Is Your Mama Gonna Miss Ya?" – 4:40
2. "Hey Honey - I'm Packin' You In!" - (Adams/Lange/Russell/Scott) – 3:59
3. "Can't Stop This Thing We Started" – 4:29
4. "Thought I'd Died and Gone to Heaven" – 5:48
5. "Not Guilty" – 4:12
6. "Vanishing" – 5:03
7. "House Arrest" - (Adams/Lange/Vallance) – 3:57
8. "Do I Have to Say the Words?" - (Adams/Lange/Vallance) – 6:11
9. "There Will Never Be Another Tonight" - (Adams/Lange/Vallance) – 4:40
10. "All I Want Is You" – 5:20
11. "Depend on Me" (Adams/Lange/Vallance) – 5:07
12. "(Everything I Do) I Do It for You" - (Adams/Lange/Kamen) – 6:34
13. "If You Wanna Leave Me (Can I Come Too?)" – 4:43
14. "Touch the Hand" – 4:05
15. "Don't Drop that Bomb on Me" – 5:58